# Jozef Adolf Schmetterling
Jozef Adolf Schmetterling (Wenen, 1751 - Amsterdam, 19 augustus 1828) was een in Wenen geboren Nederlandse miniatuurschilder, tekenaar en knipkunstenaar.

## Leven en werk
Schmetterling werd omstreeks 1751 in Wenen geboren. Hij vestigde zich rond 1778/1779 in Nederland als kunstschilder en kunsthaarwerker (pruikenmaker). Hij vervaardigde zowel miniatuurkunst als knipkunst. Schmetterling trouwde in 1792 in Amsterdam, als weduwnaar van Caroline Klem, met Antonia Blom. Hij was de leermeester van twee van hun dochters de schilderessen Elisabeth Barbara en Christina Josepha. 
Schmetterling tekende diverse Nederlandse kastelen en stads- en dorpsgezichten. Een deel van zijn werk bevindt zich in het rijksprentenkabinet. In 1997/1998 waren werken van Schmetterling te zien op een tentoonstelling in het Frans Hals Museum in Haarlem.
Schmetterling overleed in augustus 1828 op 77-jarige leeftijd in zijn woonplaats Amsterdam. 

## Afbeeldingen

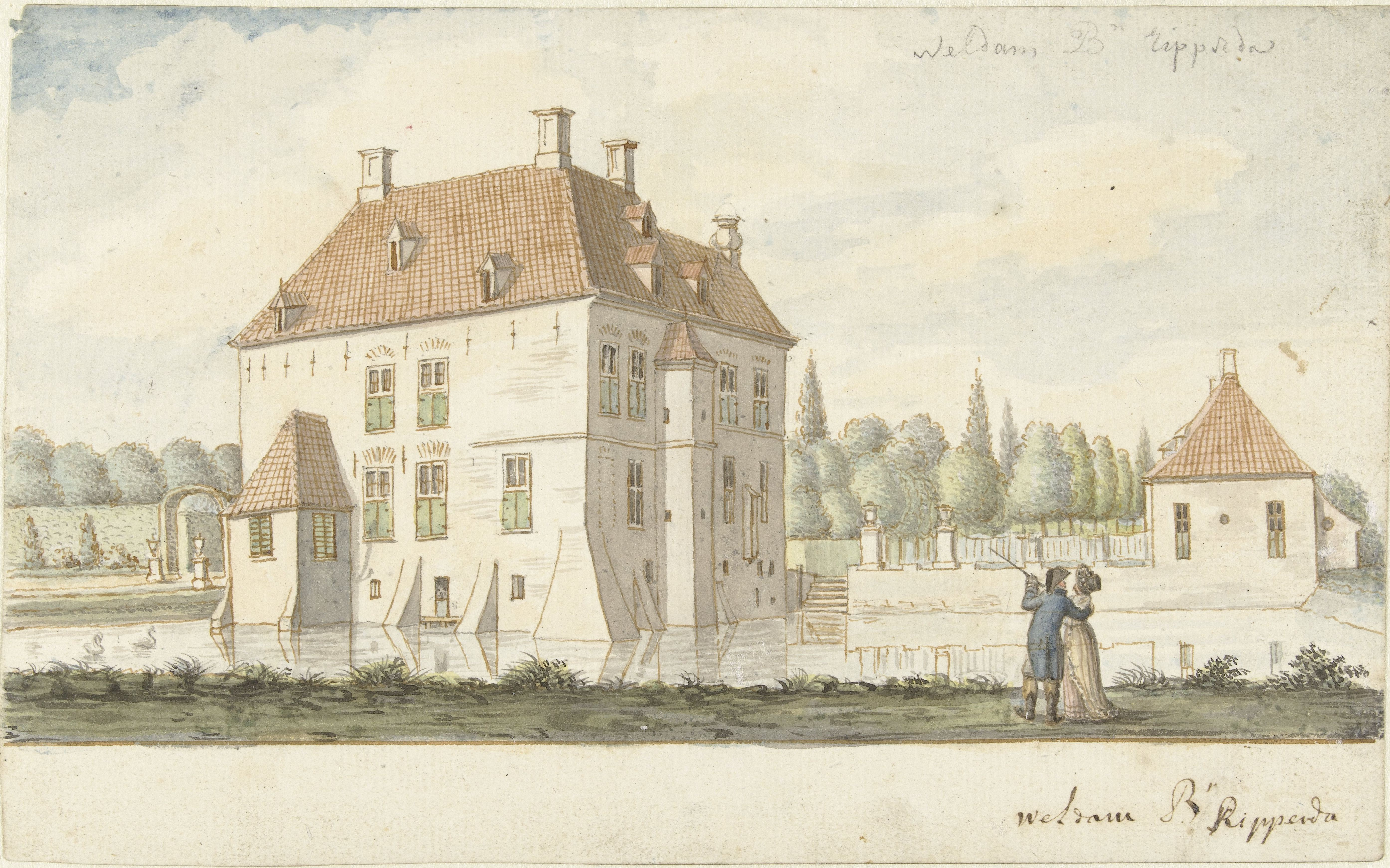
Kasteel Weldam
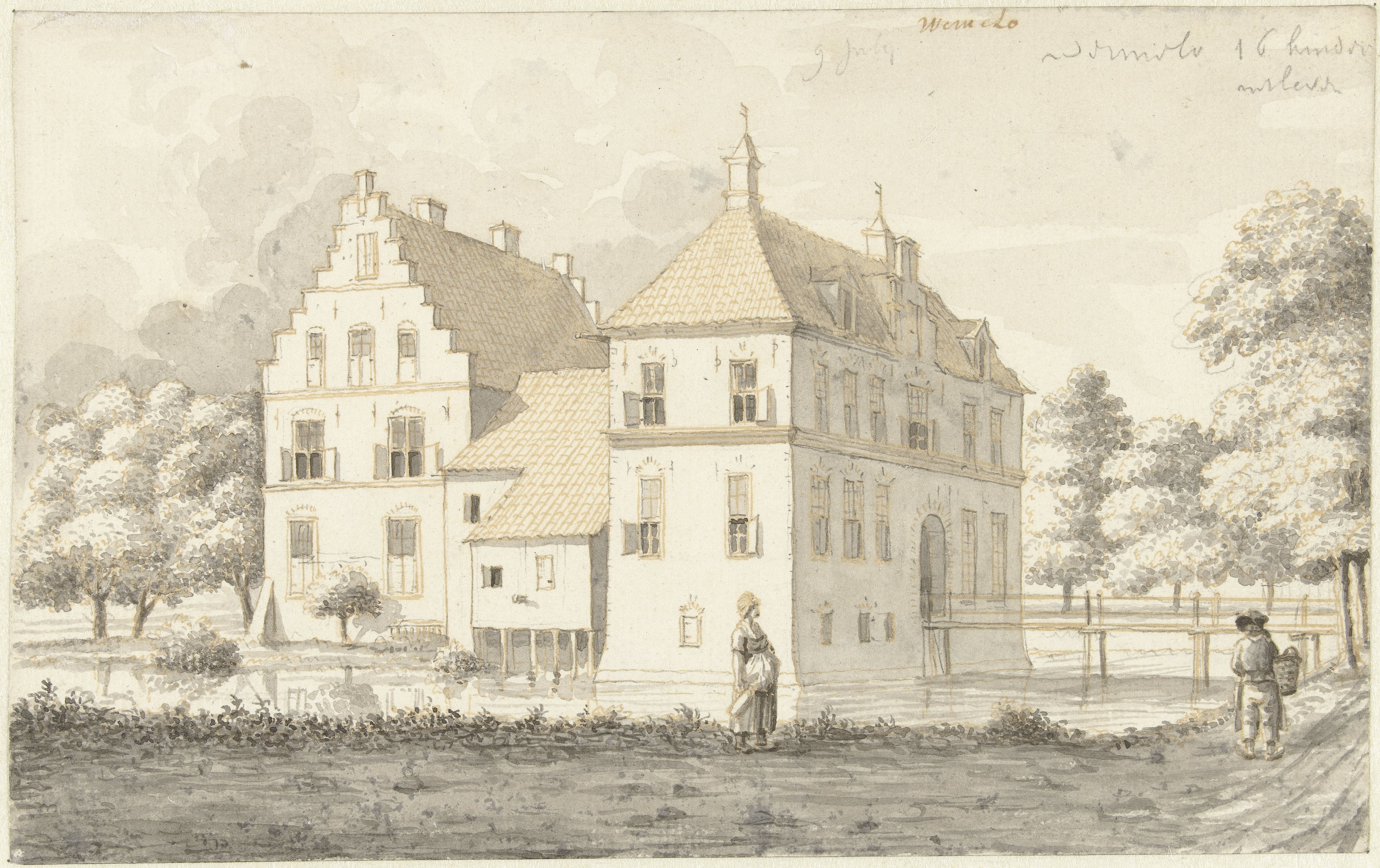
Havezathe Warmelo
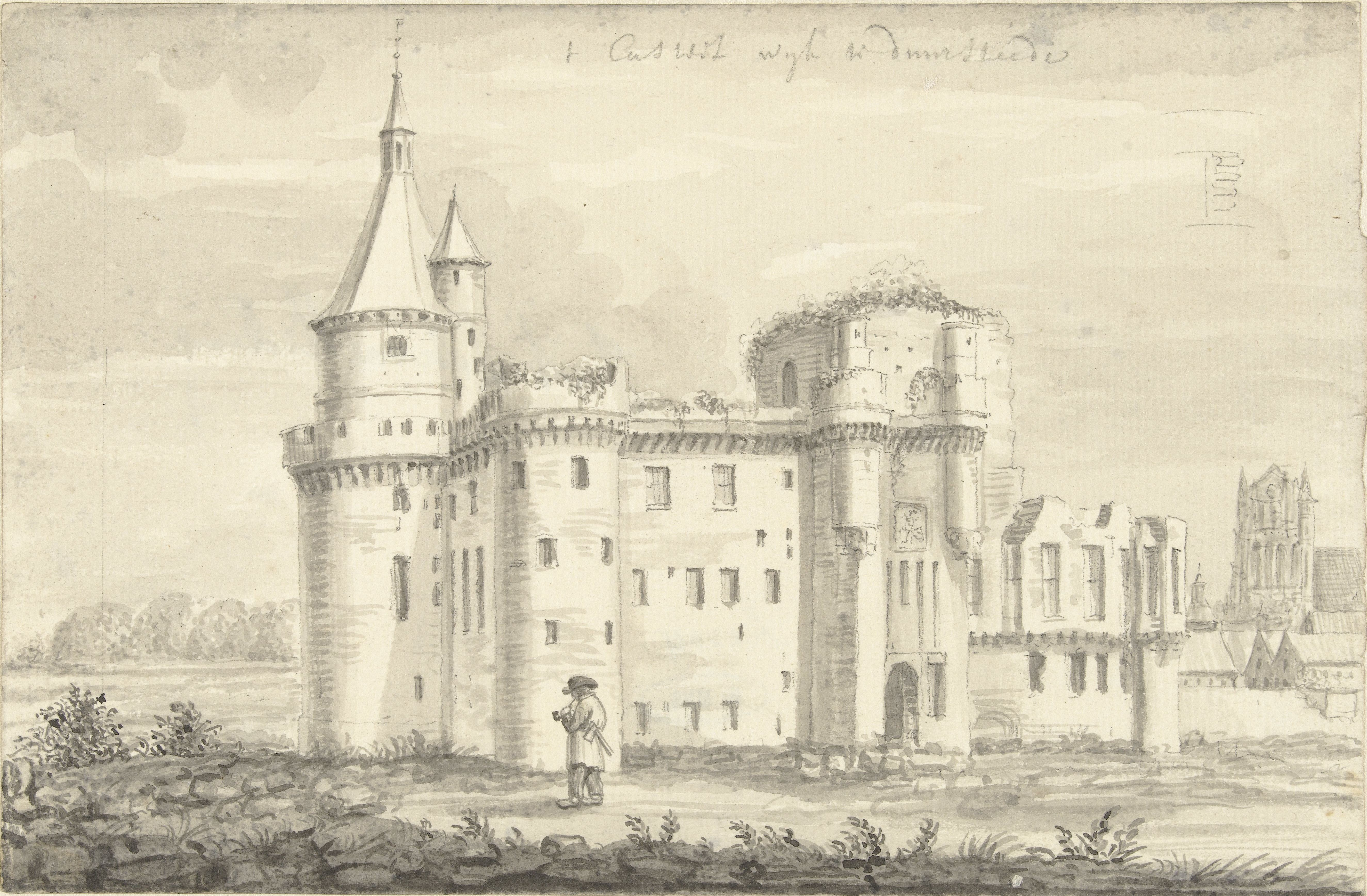
Kasteel Duurstede